# Загорје (Вучитрн)
Загорје (алб. Zagora) је насеље у општини Вучитрн, Косово и Метохија, Република Србија. Након 1999. године село је познато и као Зогај (алб. Zogaj)

## Географија
Загорје се налази у западном делу косовске области на падинама Копаоника, на косом пределу званом Гомур, на надморској висини од 788 м. Помиње се из оскудног народног усменог предања, и то као да почиње од Кнеза Лазара (трагови старих околних насеља: Виљанца, Горњег Судимља, Горњег Становца су из римских и византијских времена. Име Загорје је дошло од речи гора. А Загорје је простор иза горе, односно за гором. Гора која дели Самодрежу од Загорја има карактеристично име: Под. Загорје се граничи са: Самодрешким брдом (822 метара), Грдечом, Горњом Дубницом, Луг Дубницом, Доњом дубницом, Новим Селом, Виљанцем, Ропицом. У почетку село се није делило на махале, али како се насељавало и ширило тако су и настајали засеоци. Познати засеоци су: Соколовић махала, Рустоли махала, Балевић махала, Церовићи, Обрадовићи, Гашићи. Већа брда су: Гола Чука (632 метра), Церовик (668 метара), Мачким Камен (759 нетара) и друга. Село је удаљено 14 км од Вучитрна.

## Историја
Предање каже да је Загорје проклео Кнез Лазар када је пролазио кроз њега са својом војском на путу за бој на Косову Пољу. Уморна војска од дугог пута, хтела је ту да се улогорује, избегавајући насељено место. Ходајући по атару Загорја и тражећи погодно место за преноћиште, поред неке воде, да пређу преко ње или не, углавном да се улогорују у њеној близини, па пошто је не нађоше Кнез Лазар је проклео то место речима: „да Бог да, никада немало воде“, и уморни пређоше преко Самодрешког брда (822 метра) и спустише се низ брдо према насељу Самодрежа, становника 1396 (податак из 60-их година 20. века), близу ушћа Лаба у Ситницу у северном делу Косова Поља. Уморне и напаћене душе, после оскудне вечере, нађоше себи одмора и сну. Сутрадан се, по предању, Кнез причестио са својом војском у истоименој цркви, уочи косовске битке 1389. године. Црква је била мала, једнобродна базилика, коју су порушили Турци. Касније је обновљена, да би у двадесетом веку, који је за Србе донео звек, била поново порушена од стране сепаратистичких агресора. После тих усмених предања, Загорје се први пут помиње у документима у 14. веку, у циклусу историјских народних епских песама, које се надовезују непосредно на косовске догађаје и углавном обухватају време пропадања старе државе, односно период који се протеже од краја 15. и почетком 16. века. У групи песама „Црнојевићи“, конкретно у епско-лирској песми „Маргита девојка и Рајко војвода“, налази се податак где се помиње село Загорје, које народни песник назива „питомо место“, а питомо је синоним што све роди од житарица и поврћа и богато је вегетацијом, иако је оскудно са водом. По ослобођењу од Турака велики број Албанаца се одселио из овог села у Турску. Насељеници су купили од ових Албанаца 1914. године имања и населило се 7 српских кућа, док је стигло и 5 кућа на добивену земљу од стране државе.

## Порекло становништва по родовима
Подаци из 1938.
Албански родови
- Алити (1 кућа). Мухаџир је из Топлице. У Загорју се настанио још 1909.
- Амети (1 кућа). Као мухаџир из Топлице живео је у Лабу, одакле се доселио 1933. на куповицу.
- Брадаш (1 кућа), од фиса Сопа. Мухаџир је из Топлице, а у Загорје се доселио 1928. из Брадаша у Лабу за чифчију на имању Раденка Стамболића из Новог Села Мађунског.
- Асани (1 кућа). Досељен 1928. из околине Пећи.
- Душ (1 кућа). Преселио се из Бабиног Моста 1933. за чифчију на имању професора Глише Елезовића.

Српски родови
- Прељевић (2 кућа), 1924. из Дегрмена у Топлици. Старином је из Црне Горе.
- Савковић (1 кућа) 1914. из Томиног Потока у Топлици. Старином је од Сјенице.
- Ђурић (3 кућа) 1914. из М. Косанице у Топлици.
- Перић (1 кућа) 1914. из Боровца у Топлици.

Колонисти
- Живановић (2 кућа) 1923. из Г. Драгуше у Топлици. Старином су из Придворице (Зубин Поток), одакле су 1878. прешли у Топлицу.
- Стојковић (1 кућа) 1923. из Лазаревца у Топлици.
- Булатовић (1 кућа) 1926. из Дегрмена у Топлици, иначе старином из Црне Горе.
- Јовић (1 кућа) 1928. из Ђуревца у Топлици.

## Учесници ослободилачких ратова 1912-18
- Прелевић Мијајло, Топлички устанак

## У логорима и заробљеништву 1941-45
- Ђурић Богдан, Немачка
- Ђурић Вељко, Немачка
- Калезић Петар, умро у Италији
- Вукосављевић Ђорђе, Немачка

## Учесници Другог светског рата 1941-47
- Ђурић Драго
- Живановић Милован
- Миленковић Станоје
- Перић Периша
- Прелевић Владо
- Стојковић Миливоје
- Чарапић Милосав

## Жртве Другог светског рата
- Калезић Данило, у Топлици од Бугара 1942.

## Одсељени 1941-93
- Боровац Милован 1954, са 3 чл, Топлица
- Вукосављевић Ђорђе 1967, са 4 чл, Прокупље
- Гашић Зоран 1975, са 2 чл, Лазаревац
- Ђурић Драго 1954, са 7 чл, Топлица
- Ђурић Богдан 1954, са 3 чл, Београд
- Ђурић Вељко 1954, са 6 чл, Топлица
- Ђурић Жика 1954, сам, Ћуприја
- Ђурић Јордан 1954, са 4 чл, Топлица
- Ђурић Љубо 1954, са 4 чл, Топлица
- Ђурић Сретко 1975, са 3 чл, Приштина
- Ђорђевић Љубо 1967, са 3 чл, Куршумлија
- Ђорђевић Томислав 1967, са 5 чл, Куршумлија
- Живановић Милован 1954, са 6 чл, Блаце
- Живановић Миломир 1954, са 7 чл, Прокупље
- Јовић Зоран 1974, са 4 чл, Бор
- Јовић Милош 1974, са 4 чл, Прокупље
- Калезић Анђа 1956, са 2 чл, Прокупље
- Калезић Милош 1954, са 4 чл, Младеновац
- Калезић Стево 1954, са 4 чл, Бор
- Миленковић Лука 1954, са 5 чл, Топлица
- Миленковић Станоје 1955, са 8 чл, Топлица
- Миленковић Станица 1967, са 2 чл, Куршумлија
- Перић Периша 1954, са 6 чл, Топлица
- Перић Пера 1954, са 7, Барич
- Прелевић Владо 1974, са 5 чл, Обилић
- Прелевић Милан 1978, са 2 чл, Београд
- Прелевић Милован 1954, са 4 чл, Косовска Митровица, Смедеревска Паланка
- Прелевић Миладин 1966, са 2 чл, Топлица
- Прелевић Слободан 1974, са 3 чл, Приштина
- Савковић Томислав 1954, са 7 чл, централна Србија, непозн.
- Стојковић Аца 1954, сам, Београд
- Стојковић Војислав 1954, са 6 чл, Блаце
- Стојковић Милан 1974, са 4 чл, Вучитрн, В. Бања
- Стојковић Миливоје 1954, са 4 чл, Блаце
- Чарапић Милосав 1941, са 4, Куршумлија

Свега 35 домаћинстава са 146 чланова. До 1999. године у овом селу живело је 2 старачка домаћинства са по 2 члана, а грбоље које је оштећено, налази се између Загорја и Луг Дубнице и служило је до 1999. за оба села.

## Демографија
| Година       | 1948 | 1953 | 1961 | 1971 | 1981 | 1991 | 2011 |
| ------------ | ---- | ---- | ---- | ---- | ---- | ---- | ---- |
| Становништво | 134  | 157  | 155  | 132  | 68   | 90   | 18   |

|  |